# Партия экономического возрождения
Партия экономического возрождения (ПЭВ) — политическая партия, существовавшая на Украине в 1992—2003 годах, была представлена в Верховной раде Украины в 1994—1998 года.

## История
Партия экономического возрождения была создана 1 ноября 1992 года под названием «Партия экономического возрождения Крыма (ПЭВК)». Согласно тогдашней названием одним из главных программных положений был федеративное устройство Украины с широкими правами Крыму, в том числе с двойным гражданством. Сопредседателями партии были избраны крымские политики Владимир Шевьев, Владимир Егудин и Евгений Копыленко. Официально зарегистрирована ПЭВК была 11 марта 1993 года.
На парламентских выборах 1994 года сугубо региональной ПЭВК удалось провести в Верховной Рады Украины одного своего представителя — Владимира Егудина. В состав Верховного Совета Крыма были избраны лишь два члена ПЭВК — Владимир Шевьев и Анушаван Данелян. Несмотря на малочисленность последний стал заместителем Председателя крымского парламента (до вотума недоверия 18 сентября 1996 года).
Как указывали СМИ, в то время ПЭВК представляло политическую надстройку ОПГ Сейлем. В. И. Шевьев, судимый в 1980-е годы за мелкие преступления, руководил ранее до политической карьеры СП «Свенас», которое входило в орбиту Сейлема. Руководство ПЭВК приложило немалые усилия для отставки в 1994 году правительства Евгения Сабурова.
В декабре 1995 года ПЭВК изменила своё название на «Партия экономического возрождения», сделав таким образом шаг к всеукраинской деятельности.
В парламентских выборах 1998 года ПЭВ участвовала как составная часть избирательного блока партий «Блок Демократических партий — НЭП (народовластие, экономика, порядок)», который в Верховную Раду не попал, потому что при барьере в 4,00 % голосов избирателей получил лишь 1,22 %. В одномандатных округах победы тоже добыто не было и ПЭВ потеряла своё парламентское представительство.
После многих коррупционных скандалов, лидеры партии Владимир Шевьев и Анушаван Данелян в 1998 году покинули Украину и переехали в Армению. Первый изменил свою фамилию на Гаспарян, а второй — на Даниелян. Потом он даже стал Премьер-министром непризнанной Нагорно-Карабахской Республики (30 июня 1999 — 14 сентября 2007).
Парламентские выборы 2002 года ПЭВ проигнорировала и окончательно утратила своё влияние на государственной политической арене.
Из-за несоответствия нормам украинского законодательства Министерство юстиции Украины 27 июня 2003 года аннулировало регистрацию ПЭВ.